# Chenorhamphus campbelli
Chenorhamphus campbelli là một loài chim trong họ Maluridae.